# The Life and Times of Judge Roy Bean
The Life and Times of Judge Roy Bean (El juez de la horca en España, El Juez del patíbulo en Hispanoamérica) es un wéstern escrito por 
John Milius, dirigido por John Huston y protagonizado por Paul Newman. La película es una libre adaptación de la vida del juez Roy Bean.

## Argumento
Un fuera de la ley, Roy Bean (Paul Newman), llega cabalgando a una ciudad en la frontera de Texas junto al río Pecos a la que él mismo bautizará con el nombre de Vinegaroon. Los clientes de la cantina lo golpean, roban y lo atan a su caballo para que lo arrastre.
Una joven mujer llamada María Elena (Victoria Principal) lo encuentra y consigue salvarle la vida. En cuanto Roy se recupera vuelve a la ciudad y acaba con todos los que le atacaron aquel día. Viendo que en aquel lugar no existe la ley ni el orden y convencido de haber recibido alguna especie de gracia divina, se nombra juez, se auto-proclama como "la Ley al oeste del Pecos" y se convierte en el "patrone" de los habitantes del pueblo. 
El poblado poco a poco se va convirtiendo en una pequeña ciudad dirigida por los alguaciles del juez, el cual imparte la ley a su manera. Roy Bean mantiene un idilio con María Elena, la cual morirá al dar a luz a la hija de ambos. 
El nuevo alcalde de la ciudad, buscando el apoyo de la ciudadanía, consigue expulsar al juez. Veinte años más tarde el viejo juez vuelve a la ciudad dispuesto a ajustar cuentas con el alcalde quien, convertido en un magnate del petróleo, amenaza con hacer daño a la hija de Roy (Jacqueline Bisset). El juez mata al alcalde de un disparo para morir posteriormente en el incendio de la cantina, provocado por el enfrentamiento que ambos habían mantenido.
Algún tiempo después, un tren se detiene en la ciudad. Sale Lillie Langtry (Ava Gardner). Tector (Ned Beatty), el conservador del salón, ahora convertido en museo, le cuenta la historia del juez Roy Bean y sus sentimientos hacia ella. Ella concluye que debe haber sido todo un personaje. Le dan y lee una carta que Bean había dejado escrita para ella.

## Reparto
- Paul Newman como el juez Roy Bean.
- Victoria Principal (su debut en el cine) como María Elena.
- Anthony Perkins como el reverendo LaSalle.
- Ned Beatty como Tector Crites.
- Jacqueline Bisset como Rose Bean.
- Tab Hunter como Sam Dodd.
- John Huston como Grizzly Adams.
- Ava Gardner como Lillie Langtry.
- Richard Farnsworth como forajido.
- Stacy Keach como Bad Bob.
- Michael Sarrazin como el marido de Rose.
- Roddy McDowall como Frank Gass.
- Anthony Zerbe como estafador.
- Mark Headley como Billy the Kid.
- Frank Soto como líder mexicano.
- Jim Burk como Big Bart Jackson.
- Matt Clark como Nick.
- Bill McKinney como Fermel Parlee.
- Steve Kanaly como Lucky Jim.

## Producción
La película está basada en un guion original de John Milius, quien esperaba, además, poder dirigirla. Pero los productores no estaban de acuerdo con que la dirigiera Milius, por lo que pagaron un precio récord para hacerse con los derechos totales de la película. El guion se envió a Lee Marvin, que estaba haciendo Pocket Money junto a Paul Newman. El libreto cayó en manos de Newman, quien lo leyó y se entusiasmó con la idea de protagonizarlo. Más tarde, Milius manifestó que le gustaba John Huston como director, pero creía que había arruinado la película. Tampoco estuvo de acuerdo con el casting, pues Newman le parecía demasiado cursi y pensaba que Warren Oates habría sido más adecuado para ese papel.
El oso que aparece en la película fue interpretado por Bruno, un oso negro americano que ya había actuado para series de televisión. Paul Newman se quejó de que el oso le robaba cada escena en la que aparecían juntos, una opinión que compartieron varios críticos.

## Resultados
Los beneficios obtenidos por la película en 1973 se estiman en unos siete millones de dólares .

## Candidaturas
- 1973 Óscar a la mejor canción original, candidatura de la canción "Marmalade, Molasses and Honey" (Maurice Jarre, Marilyn Bergman, Alan Bergman)
- 1973 Globo de Oro a la mejor canción original, candidatura de la canción "Marmalade, Molasses and Honey"
- 1973 Globo de Oro a la nueva estrella del año-Actriz, candidatura de Victoria Principal